# Order Manuela Amadora Guerrero
Order Manuela Amadora Guerrero (hiszp. Orden de Manuel Amador Guerrero) – najwyższe odznaczenie panamskie, ustanowione 29 października 1953 „dla uczczenia pięćdziesięciolecia Republiki Panamy oraz w hołdzie jej obywateli dla pierwszego prezydenta państwa” – Manuela Amadora Guererro (1833–1909).

## Klasy orderu
Order dzieli się na cztery klasy:
- Łańcuch (Collar)
- Krzyż Wielki (Gran Cruz)
- Wielki Oficer (Gran Oficial)
- Komandor (Comendador)